# Грюнберг, Константин Васильевич
Константи́н Васи́льевич Грю́нберг (род. 2 августа 1944, Свердловск, РСФСР, СССР) — советский и российский скульптор-монументалист, член Союза художников России (1998).

## Биография
Родился 2 августа 1944 года в городе Свердловске, в семье работников Уралмашзавода.
В школьные годы посещал студию лепки в местном Дворце культуры.
В 1968 году окончил Ленинградский институт живописи, скульптуры и архитектуры имени Репина. Его наставниками были такие скульпторы, как И. В. Крестовский, М. А. Керзин, М. К. Аникушин. Дипломной работой Грюнберга стала скульптурная композиция «Выход партизан из боя». Уже в этой ранней работе мастера проявился его фирменный художественный стиль, придающий каждому гипсовому, каменному или бронзовому изваянию жизненную динамику, движение и проявление характера.
В 1998 году Грюнберг был принят в Союз художников России.
Практически вся творческая деятельность Грюнберга связана с родным Екатеринбургом. Также его работы можно встретить в других городах России и Казахстана.
Все творения мастера являются мощными по духу, имеют ярко выраженные характеры и во многом символизируют волю и мужество русского народа.

### Основные произведения
- памятник маршалу Г. К. Жукову в Екатеринбурге (1995);
- мемориал «Чёрный тюльпан» в Екатеринбурге (1995);
- памятник уральским воинам-спортсменам «Лыжный батальон» в Екатеринбурге (1996);
- скульптурная группа Царственным Страстотерпцам у Храма-на-Крови в Екатеринбурге (2003);
- памятник царю Петру I и промышленнику Н. Демидову в Невьянске (2002);
- бюст генерала Б. Г. Мазрукова в Сарове (2010);
- памятник детям — труженикам тыла в Екатеринбурге (2014);
- Памятник военным контрразведчикам у Окружного дома офицеров в Екатеринбурге (2018).

## Награды
- орден преподобного Андрея Иконописца III степени (РПЦ, 5 декабря 2014 года)[5];
- медаль «За заслуги в увековечении памяти погибших защитников Отечества» (Минобороны, 9 июня 2016 года)[6];
- медаль «За заслуги» (РСВА, 2 августа 2019 года)[7];
- почётный знак «За заслуги перед городом Екатеринбургом»[8];
- знак отличия «За заслуги перед Свердловской областью»[9];
- звание «Почётный гражданин Свердловской области» (Екатеринбург, 3 сентября 2021 года, указ № 520-УГ) — за выдающиеся достижения в сфере социального развития Свердловской области[10].

## Галерея

Памятник маршалу Г. К. Жукову в Екатеринбурге (1995 год)
Фрагмент мемориала «Чёрный тюльпан» в Екатеринбурге (1995 год)
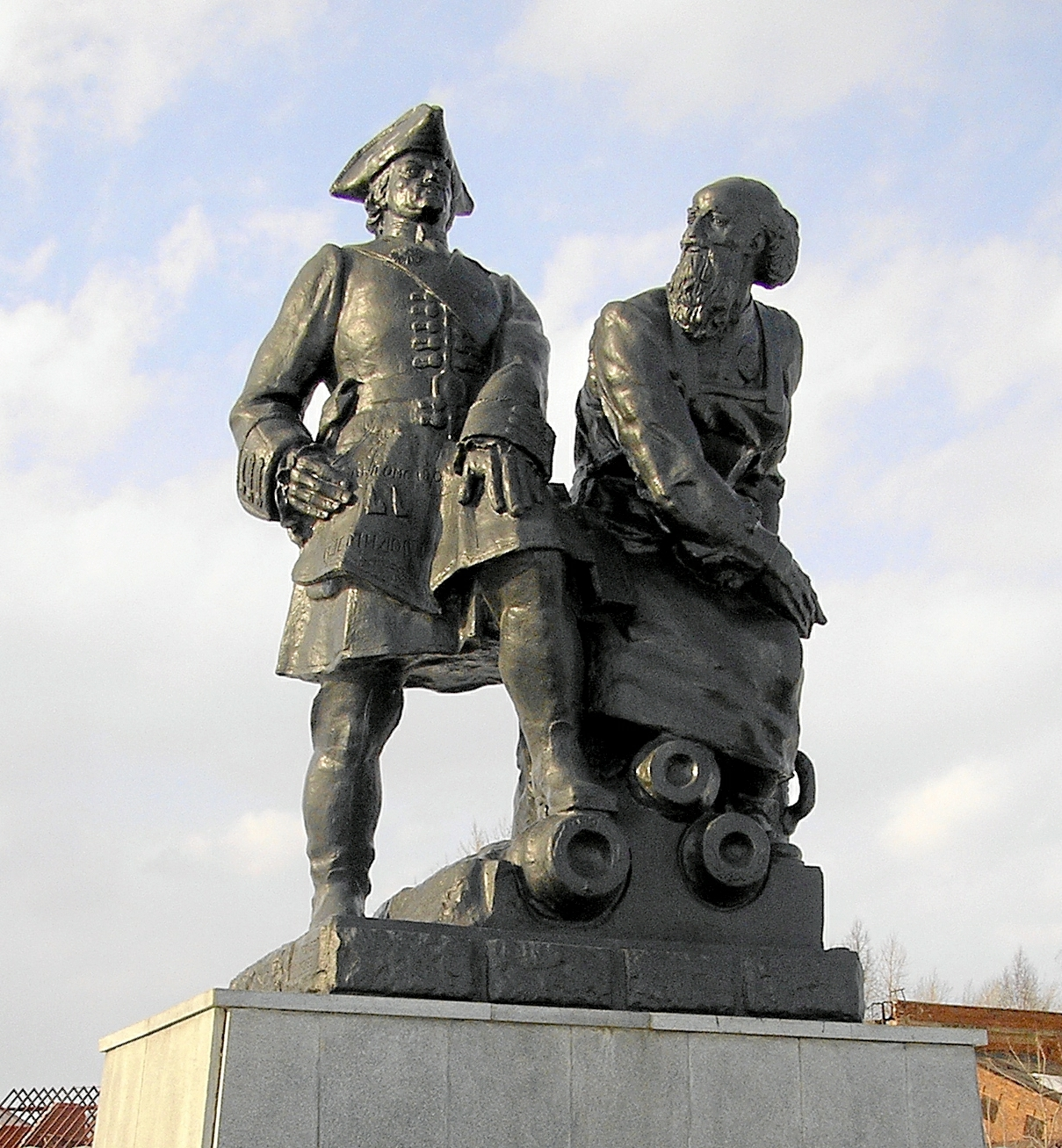
Памятник царю Петру I и промышленнику Н. Демидову в Невьянске (2002 год)
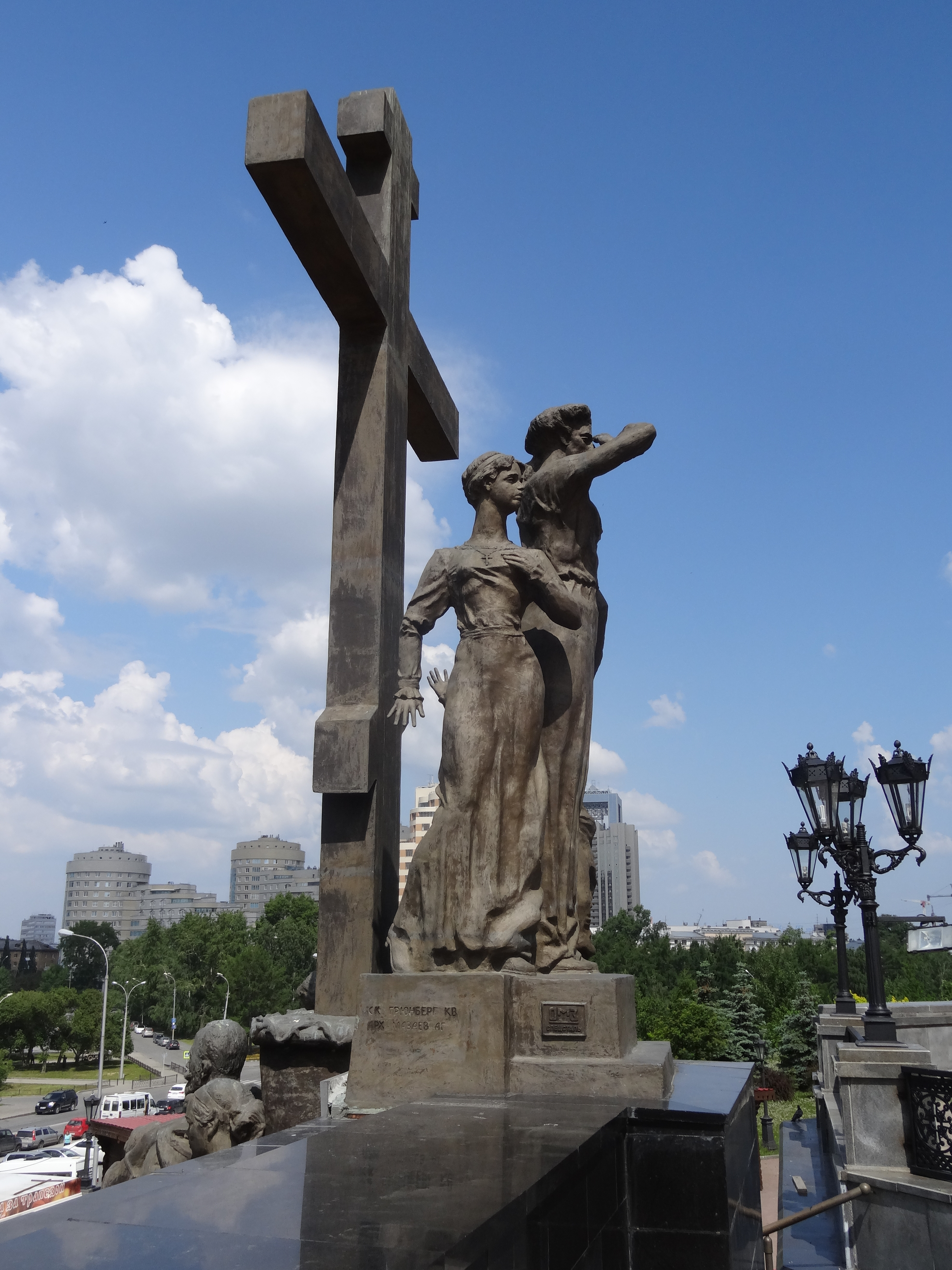
Фрагмент памятника Царственным Страстотерпцам у Храма-на-Крови в Екатеринбурге (2003 год)